# New-York-City-Marathon 1975
Der New-York-City-Marathon 1975 war die 6. Ausgabe der jährlich stattfindenden Laufveranstaltung in New York City, Vereinigte Staaten. Der Marathon fand am 28. September 1975 statt.
Bei den Männern gewann Tom Fleming in 2:19:27 h und bei den Frauen Kim Merritt in 2:46:14 h.

## Ergebnisse

### Männer
| Platz | Athlet         | Land               | Zeit (h) |
| ----- | -------------- | ------------------ | -------- |
| 01    | Tom Fleming    | Vereinigte Staaten | 2:19:27  |
| 02    | William Bragg  | Vereinigte Staaten | 2:25:20  |
| 03    | Tim Smith      | Vereinigte Staaten | 2:26:03  |
| 04    | Max White      | Vereinigte Staaten | 2:28:38  |
| 05    | Mike Baxter    | Vereinigte Staaten | 2:28:40  |
| 06    | Art III Hall   | Vereinigte Staaten | 2:28:52  |
| 07    | Larry Fredrick | Vereinigte Staaten | 2:29:46  |
| 08    | Mike Konig     | Vereinigte Staaten | 2:30:24  |
| 09    | Rory Suomi     | Vereinigte Staaten | 2:33:06  |
| 10    | Sheldon Karlin | Vereinigte Staaten | 2:33:27  |

### Frauen
| Platz | Athletin         | Land               | Zeit (h) |
| ----- | ---------------- | ------------------ | -------- |
| 01    | Kim Merritt      | Vereinigte Staaten | 2:46:14  |
| 02    | Michiko Gorman   | Vereinigte Staaten | 2:53:02  |
| 03    | Gayle Barron     | Vereinigte Staaten | 2:57:22  |
| 04    | Joan Ullyot      | Vereinigte Staaten | 2:58:30  |
| 05    | Marilyn Bevans   | Vereinigte Staaten | 2:59:19  |
| 06    | Diane Barrett    | Vereinigte Staaten | 3:01:41  |
| 07    | Kathrine Switzer | Vereinigte Staaten | 3:02:57  |
| 08    | Nancy Linday     | Vereinigte Staaten | 3:06:53  |
| 09    | Susan Mallery    | Vereinigte Staaten | 3:07:27  |
| 10    | Marian May       | Vereinigte Staaten | 3:12:01  |